# 65 nanómetros
65 nanómetros (65nm) es la tecnología de fabricación de semiconductores, en la que los componentes están fabricados en 65 milmillonésimas partes de un metro.

## Visión general
Su uso estaba destinado sobre todo, a la fabricación microprocesadores CMOS.

### Microprocesadores

#### Familia Intel
- Conroe
- Kentsfield

#### Familia AMD
- AMD Athlon 64 X2

## Historia

### Predecesor
90 nanómetros (90nm) era la anterior tecnología de fabricación de semiconductores.

### Sucesor
45 nanómetros (45nm) sustituye a los 65nm como la tecnología de fabricación de semiconductores.